# Псоміаді Гаврило Костянтинович
Гаврило Костянтинович Псоміаді (рос. Гавриил Константинович Псомиади, грец. Γάβρος Ψωμίδης; нар. Кентау, Казахська РСР) — радянський футболіст грецького походження, захисник. На початку 90-х років XX століття повернувся на історичну батьківщину.

## Життєпис
Вихованець СДЮСШОР «Чорноморець» (Одеса). Перший тренер — Семен Альтман. У 1978 році розпочав дорослу футбольну кар'єру в резервній команді одеського «Чорноморця», а в 1983 році — дебютував у першій команді. У 1985 році був призваний на військову службу, яку проходив у СКА (Київ). Влітку 1986 року після завершення служби повернувся до «Чорноморця», але на той час уже втратив своє місце в стартовому складі. Зігравши один матч, влітку 1987 року перейшов до кишинівського «Ністру». У 1988 році був запрошений до першолігового «Колосу» (Нікополь). У 1990 році завершив футбольну кар'єру.

## Досягнення
- Друга ліга чемпіонату СРСР
  -  Срібний призер (1): 1987